# C'era una volta (singolo)
C'era una volta è un singolo della cantante Lisa, pubblicato il 29 giugno 2018 a seguito della sua partecipazione al programma televisivo Ora o mai più.
Il singolo ha consacrato la cantante come vincitrice del programma.

## Tracce
Download digitale
Testi e musiche di Annalisa Panetta, Marco Colavecchio e Marco Ciappelli.
1. C'era una volta – 2:56

## Tour
La cantante ha proposto i suoi successi ed il suddetto singolo nel "C'era una volta tour 2018", tour itinerante che ha toccato molte piazze italiane e non per un totale di 14 tappe dal 15 luglio al 21 ottobre.